# آكلات المرجان

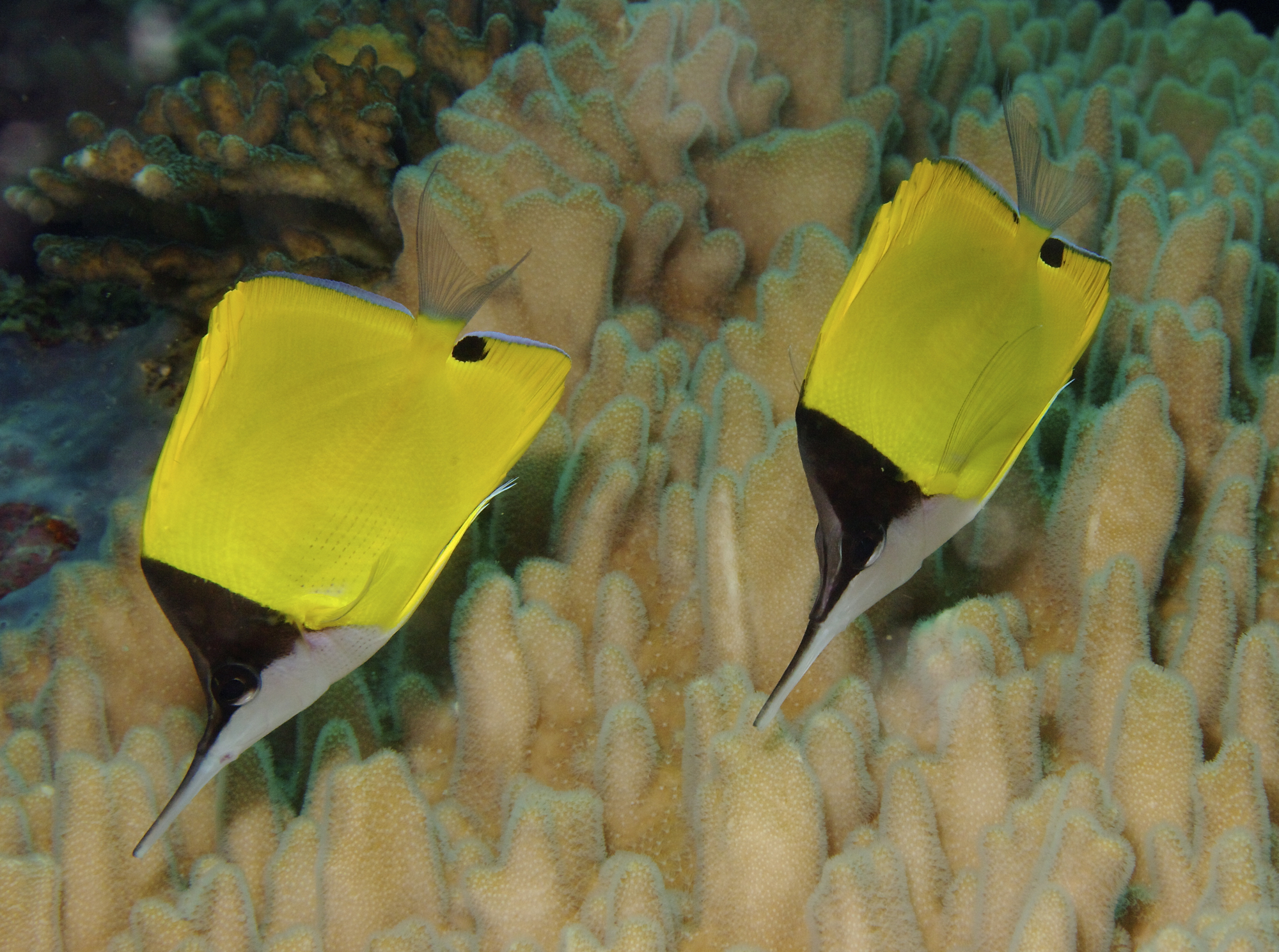
سمكة الفراشة الصفراء تتغذى على المرجان.

آكلات المرجان (بالإنجليزية: Corallivore)‏، هو الحيوان المُتخصص في أكل المرجان أو ما يُسمى بالشعاب المرجانية. ويشمل ذلك بعض الرخويات، والحلقيات، والأسماك، والقشريات، وشوكيات الجلد.